# Nellie Campobello
Nellie Francisca Ernestina Campobello Luna (Ocampo, 7 de novembro de 1900 - 9 de julho de 1986) foi uma escritora mexicana, reconhecida também por ser coreógrafa e bailarina.

## Obras
- Yo, poemas, 1928
- Cartucho, 1931
- Las Manos de Mamá, 1937
- Apuntes sobre la vida militar de Francisco Villa, 1940
- Ritmos Indígenas de México, 1940
- Tres poemas, 1957
- Mis Libros, 1960 (ilustrado por José Clemente Orozco)